# Sant Mamet de Sant Esteve del Monestir

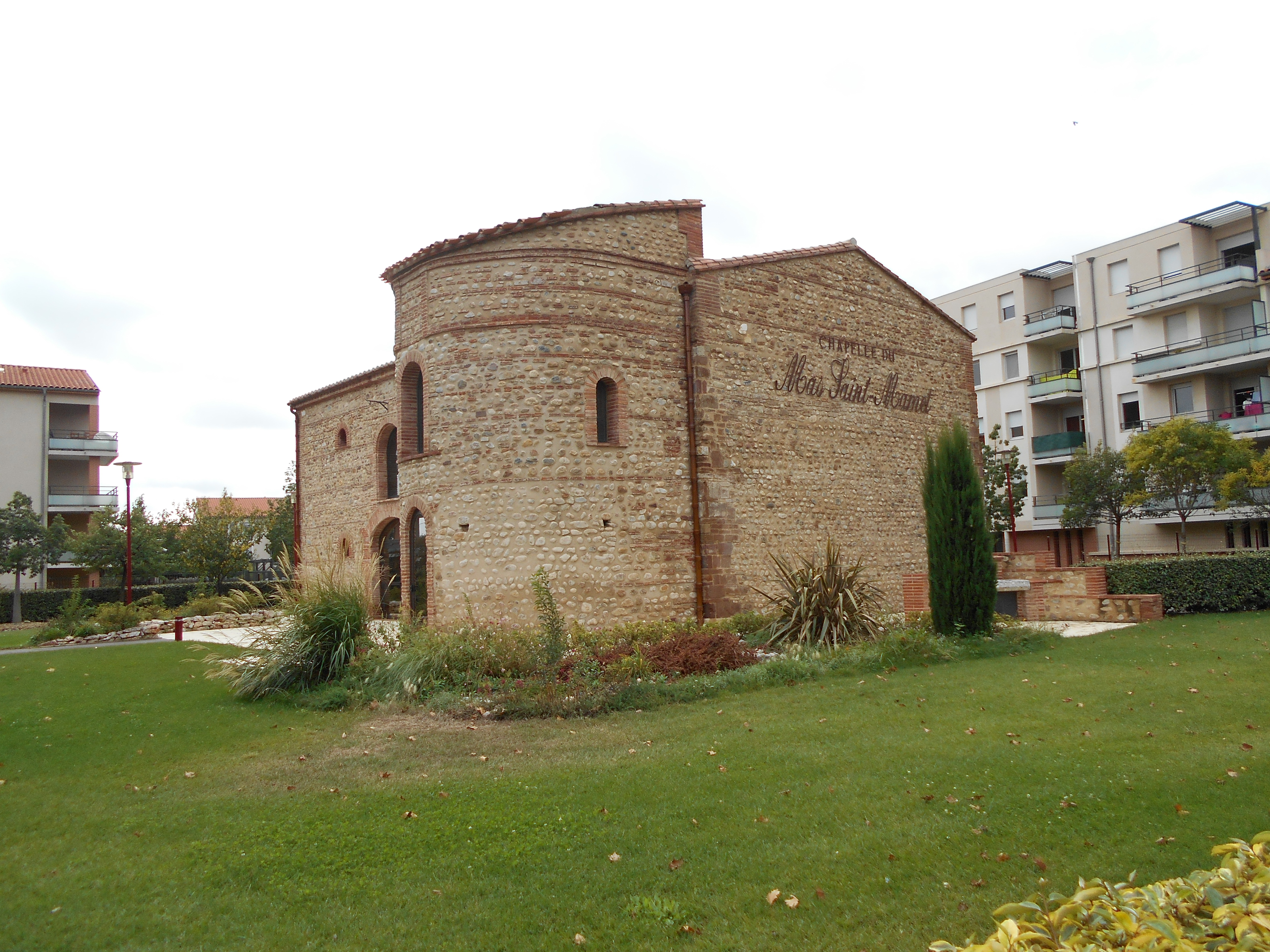
Sant Mamet de Sant Esteve del Monestir

Sant Mamet de Sant Esteve del Monestir és una antiga església del poble de Sant Esteve del Monestir, a la comarca del Rosselló (Catalunya Nord).
Està situada a cosa d'un quilòmetre a llevant del poble de Sant Esteve del Monestir, on ara hi ha un barri nou denominat, precisament, Sant Mamet.
És esmentat a principis del segle xii, quan el monestir esdevingué priorat del monestir de la Grassa. Ho demostra una butlla papal del 1118, que esmenta l'església de Sant Esteve i la seva dependència de Sant Mamet. No se sap exactament quan es produí el traspàs. A mitjan segle xii, però, Sant Esteve del Monestir, amb Sant Romà de Llupià, al nonestir de Sant Martí del Canigó.

## L'edifici
Quedava la nau de l'església, dins de les dependències d'una cooperativa agrícola, i estava dividida en dos pisos, que formaven part dels magatzems de la cooperativa. Des del 2014 ha estat alliberada dels edificis que l'amagaven, però la reconstrucció no ha estat gaire reeixida des del punt de vista arqueològic o històric.